# Xenonemesia
Xenonemesia is een geslacht van spinnen uit de familie Microstigmatidae.

## Soorten
Het geslacht kent de volgende soort:
- Xenonemesia araucaria Indicatti et al., 2008
- Xenonemesia otti Indicatti, Lucas & Brescovit, 2007
- Xenonemesia platensis Goloboff, 1989